# My Only Place
『My Only Place』（マイ オンリー プレイス）は、スフィアの楽曲。結城アイラが作詞、高橋諒が作曲を手掛け、テレビアニメ『装神少女まとい』のエンディングテーマに起用された。

## 概要
スフィアの19枚目のシングルとして2016年11月16日にGloryHeavenから発売された。
販売形態は初回生産限定盤（LASM-34180）・期間生産限定盤（LASM-34182）・通常盤（LASM-4180）の3種リリースで、初回限定盤には本曲のPVを収録したDVDが、期間限定盤には同アニメのキャラクターがジャケットに記載されている。

## 音楽性
この楽曲に関して高垣は「今回のシングルは、表題曲がまさに現在のスフィアを表わした曲で、カップリングはこれまでの皆さんのイメージにあるような元気なスフィアの曲。両方に振り切った曲が収録されたなという感じです」とそのコンセプトを明かしている。豊崎は「ライブでじっくりと聴かせることも想定した曲なので、いつもとは違って収録前に誰がどこを担当するのか、みなちゃんとディレクターでハモるパートを決めました」と、寿は「まず、4人がトータルでこの曲で向き合うには方向を定める必要があり、ソウルフルにいくのか、可愛らしい感じに振るのかを相談しました。そこで前者を選択した後、私が全体を歌ってそれをディレクターさんが聴いて判断して、私のパートを決めてから、上下のハモリの担当を決めました。その後でまたメインを歌う人を決めて……とパズルみたいに組んでいきました」と楽曲制作について語っている。

## シングル収録内容
| #         | タイトル                             | 作詞       | 作曲・編曲 | 時間  |
| --------- | ------------------------------------ | ---------- | ---------- | ----- |
| 1.        | 「My Only Place」                    | 結城アイラ | 高橋諒     | 4:55  |
| 2.        | 「Miracle shooter」                  | 平朋崇     | 南田健吾   | 4:20  |
| 3.        | 「My Only Place〜Instrumental〜」    |            |            | 4:55  |
| 4.        | 「Miracle shooter 〜Instrumental〜」 |            |            | 4:20  |
| 合計時間: | 合計時間:                            | 合計時間:  | 合計時間:  | 18:30 |

| #  | タイトル                            | 作詞 | 作曲・編曲 |
| -- | ----------------------------------- | ---- | ---------- |
| 1. | 「My Only Place」(Music Video Clip) |      |            |